# Pardosa tikaderi
Pardosa tikaderi är en spindelart som beskrevs av Arora och Monga 1994. Pardosa tikaderi ingår i släktet Pardosa och familjen vargspindlar. Inga underarter finns listade i Catalogue of Life.